# Джибути на Паралимпийских играх
Джибути на Паралимпийских играх впервые приняла участие в 2012 году на летних Играх в Лондоне (не участвовали в Играх 2016 и 2020 годов). На зимних Играх делегация Джибути участия пока не принимала. Медалей на Играх спортсмены Джибути пока не завоевали.